# Gojko Šušak
Gojko Šušak  (n. 16 martie 1945, Široki Brijeg, Federația Bosniei și Herțegovinei, Bosnia și Herțegovina – d. 3 mai 1998, Zagreb, Croația) a fost un politician croat care a deținut funcția de Ministru al Apărării în 1991-1998 sub conducerea președintelui Franjo Tuđman, în timpul Războiului de Independență al Croației. Din 1990 până în 1991 a fost Ministrul Emigrației, iar în 1991 a fost Ministru adjunct al Apărării.

## Biografie
Gojko Šušak s-a născut la 16 martie 1945 la Široki Brijeg, ca al șaselea copil al lui  Ante și Stana Šušak. Tatăl și fratele său au dispărut la sfârșitul celui de-al doilea război mondial. Aceștia au fost văzuți ultima dată la intrarea partizanilor iugoslavi în Zagreb. Šušak a terminat școala generală și liceul în Široki Brijeg.  În 1963 a studiat  matematica și fizica la Academia Pedagogică din Rijeka. Pe 15 august 1968,  a părăsit Iugoslavia înainte de a fi înrolat în Armata Populară Iugoslavă (JNA). S-a mutat în Frohnleiten, Austria, unde a trăit  șase luni. Din Austria s-a mutat în Canada, unde locuiau doi dintre cei doi frați ai săi.
La sosirea în Canada, Šušak  avea 24 de ani și s-a angajat în lanțul de restaurante Scott's Chicken Villa. În 1972, a început o afacere proprie și a fondat Susak Enterprises Ltd și GG Decor and Interior Design. A condus cu succes un lanț de restaurante de pizza. În rândul emigranților croați, cu timpul, dobândește reputația unui om de afaceri activ din punct de vedere social în diversele activități culturale și politice ale comunității de emigranți. S-a implicat în organizarea de școli croate, cluburi de fotbal și evenimente bisericești. La  28 de ani, în 1973, s-a căsătorit cu Đurđa, o asistentă socială, originară din Ozalj (lângă Karlovac). Au avut două fiice, Katarina și Jelena, și un fiu, Tomislav, și au locuit în Ottawa.
La sfârșitul anului 1980 s-a întâlnit în Canada cu viitorul președinte croat, disidentul Franjo Tudjman.  Uniunea Democrată Croată (HDZ) a fost fondată în 1989 de Tudjman. Šušak, anticomunist convins și susținător al independentei Croației, îl ajută pe Tudjman la strângerea de fonduri pentru o viitoare campanie electorală. Devine un apropiat al lui Tudjman.

Ministrul Apărării Gojko Šušak (al treilea din stânga, primul rând) și președintele Franjo Tuđman (în dreapta lui), printre alți oficiali de rang înalt, observând evoluția operațiunii Furtuna la 4 august 1995

În Croația revine în ianuarie 1990, când a participat la prima conferință generală a HDZ la Zagreb.  După alegerile parlamentare croate din 1990, este numit Ministru al Emigrației la 30 mai.
Ministerul Apărării a avut un plan ambițios cu privire la modernizarea, reorganizarea și armarea armatei croate. Aproximativ un miliard de dolari au fost cheltuiți pentru arme cumpărate în cea mai mare parte din fostele țări ale Pactului de la Varșovia. Ca ministru croat al apărării, a semnat la 2 ianuarie 1992 la Sarajevo, în Bosnia și Herțegovina Acordul de Implementare al planului Vance.
În timpul Războiului Bosniac, Šušak  a sprijinit în mod activ Republica Croată Herțeg-Bosnia, uneori în detrimentul intereselor potențialilor aliați. În 1995, sub conducerea sa, Armata Croată, în timpul operațiunilor Blitz și Furtuna a lichidat autoproclamata Republica Sârbă Krajina.
În ianuarie 1997, Tribunalul Penal Internațional pentru fosta Iugoslavie (TPII) a solicitat ministrului apărării să furnizeze o arhivă completă a Forțelor Armate și toate documentele referitoare la comunicările Ministerului Apărării și Consiliului de Apărare Croat (Hrvatsko vijeće obrane, HVO) în perioada aprilie 1992 - ianuarie 1994.

## Boală și deces
La începutul anului 1996 a fost diagnosticat cu cancer esofagian. A urmat un tratamentul în SUA, la Spitalul Walter Reed în martie 1996. După tratamentul nereușit din SUA, a continuat cu tratamentul în Croația. Datorită deteriorării bruște și răspândirii necontrolate a bolii, a decedat la 3 mai 1998 la Spitalul Clinic Dubrava la vârsta de 53 de ani. A fost îngropat la 7 mai 1998 la Cimitirul Mirogoj din Zagreb.

### Cărți și articole din ziare
- Allcock, John B; Milivojević, Marko; Horton, John Joseph (1998). Conflict in the former Yugoslavia: an encyclopedia. ABC-CLIO. ISBN 9780874369359.
- Bellamy, Alex J. (2003). The Formation of Croatian National Identity: A Centuries-old Dream. Manchester: Manchester University Press. ISBN 978-0-7190-6502-6.
- Bethlehem, Daniel; Weller, Marc (1997). The Yugoslav Crisis in International Law. Cambridge University Press. ISBN 9780521463041.
- Bilić, Ivan (martie 2005). „Priča o vremenu” [Tale of time]. National security and the future (în Croatian). 6 (1): 31–72.
- Bing, Albert (octombrie 2008). „Sjedinjene Američke Države i reintegracija hrvatskog Podunavlja” [The United States of America and the reintegration of the Croatian Danube Region]. Scrinia Slavonica (în Croatian). Croatian Institute of History. 8 (1): 336–365.
- Central Intelligence Agency, Office of Russian and European Analysis (2002). Balkan Battlegrounds: A Military History of the Yugoslav Conflict, 1990–1995, Volume 1. Washington, D.C.: Central Intelligence Agency. ISBN 978-0-16-066472-4.
- Central Intelligence Agency, Office of Russian and European Analysis (2002). Balkan Battlegrounds: A Military History of the Yugoslav Conflict, 1990–1995, Volume 2. Washington, D.C.: Central Intelligence Agency. ISBN 978-0-16-066472-4.
- Chollet, Derek (2007). The Road to the Dayton Accords: A Study of American Statecraft. New York: Springer. ISBN 9781403978899.
- Christia, Fotini (2012). Alliance Formation in Civil Wars. Cambridge: Cambridge University Press. ISBN 978-1-13985-175-6.
- Clark, Wesley (2001). Waging Modern War: Bosnia, Kosovo, and the Future of Combat. New York: PublicAffairs. ISBN 1-58648-043-X.
- Daalder, Ivo H. (2014). Getting to Dayton: The Making of America's Bosnia Policy. Washington, DC: Brookings Institution. ISBN 978-0-8157-1692-1.
- Đikić, Ivica (2004). Domovinski obrat: politička biografija Stipe Mesića [Homeland reversal: a political biography of Stipe Mesić] (în Croatian). Zagreb: V.B.Z. ISBN 9789532014068.
- Grandits, Hannes (2016). „The Power of 'Armchair Politicians': Ethnic Loyalty and Political Factionalism among Herzegovinian Croats”.  În Bougarel, Xavier; Helms, Elissa; Duijzings, Gerlachlus. The New Bosnian Mosaic: Identities, Memories and Moral Claims in a Post-War Society. London: Routledge. pp. 101–122. ISBN 9781317023081.
- Hodge, Carole (2006). Britain And the Balkans: 1991 Until the Present. London, England: Routledge. ISBN 978-0-415-29889-6.
- Holbrooke, Richard (1999). To End a War. New York: Modern Library. ISBN 978-0-375-75360-2.
- Ivanković, Nenad (2001). Ratnik: pustolov i general (jedna biografija) [The Warrior: an adventurer and general (a biography)] (în Croatian). Zagreb: Honos. ISBN 9789539842909.
- Lozančić, Dragan; Burđelez, Mislav (1999). „A Brief Review of Civil-Military Relations in the Republic of Croatia”. Croatian Political Science Review. Zagreb, Croatia: Ministry of Defense of the Republic of Croatia. 35 (1): 36–56.
- Lukić, Renéo (iunie 2008). „Vanjska politika Clintonove administracije prema ratovima u Hrvatskoj i Bosni i Hercegovini (1993.-1995.)” [Foreign policy of president Clinton's administration toward wars in Croatia and Bosnia-Herzegovina (1993-1995)]. Journal of Contemporary History (în Croatian). Université Laval. 38 (1): 7–39.
- Marijan, Davor (2004). Bitka za Vukovar [Battle of Vukovar] (în Croatian). Zagreb: Hrvatski institut za povijest. ISBN 9789536324453.
- Marijan, Davor (2010). Storm. Zagreb: Croatian Homeland War Memorial & Documentation Centre. ISBN 9789537439255.
- Marijan, Davor (2004). „Expert Opinion: On the War Connections of Croatia and Bosnia and Herzegovina (1991 – 1995)”. Journal of Contemporary History. Zagreb, Croatia: Croatian Institute of History. 36: 249–289.
- Owen, David (1996). Balkan Odyssey. London: Indigo. ISBN 9780575400290.
- Ramet, Sabrina P. (2010). „Politics in Croatia since 1990”.  În Ramet, Sabrina P. Central and Southeast European Politics Since 1989. Cambridge: Cambridge University Press. pp. 258–285. ISBN 978-1-139-48750-4.
- Saideman, Stephen M.; Ayres, R. William (2012). For Kin or Country: Xenophobia, Nationalism, and War. New York: Columbia University Press. ISBN 9780231514491.
- Søberg, Marius (2007). „Croatia since 1989: The HDZ and the Politics of Transition”.  În Ramet, Sabrina P.; Matić, Davorka. Democratic Transition in Croatia: Value Transformation, Education, and Media. College Station: Texas A&M University Press. pp. 31–62. ISBN 978-1-60344-452-1.
- Tanner, Marcus (2001). Croatia: A Nation Forged in War. New Haven: Yale University Press. ISBN 978-0-300-09125-0.
- Ujević, Dunja (2003). Ministar obrane: jedno sjećanje na Gojka Šuška [Minister of Defence: one memory of Gojko Šušak] (în Croatian). Zagreb: Alfa. ISBN 9789531684958.